# Bangladesh Premier League 2024/25 (Fußball)
Die Bangladesh Premier League 2024/25 war die 17. Saison der höchsten Spielklasse in Bangladesch. Es nahmen zehn Mannschaften am Spielbetrieb teil. Organisiert wurde die Liga von der Bangladesh Football Federation. Die Saison startete am 29. November 2024 und endete am 29. Mai 2025. Titelverteidiger waren die Bashundhara Kings.

## Teilnehmende Mannschaften
| Mannschaft                   | Standort    | Stadion                             | Kapazität |
| ---------------------------- | ----------- | ----------------------------------- | --------- |
| Abahani Ltd. Dhaka           | Kumilla     | Shaheed Dhirendranath Datta Stadium | 5.000     |
| Bangladesh Police FC         | Dhaka       | Rafiq Uddin Bhuiyan Stadium         | 25.000    |
| Bashundhara Kings            | Dhaka       | Bashundhara Kings Arena             | 14.000    |
| Brothers Union               | Munsiganj   | Munshiganj Stadium                  | 10.000    |
| Chittagong Abahani Limited   | Maimansingh | District Stadium                    | 25.000    |
| Dhaka Wanderers Club         | Gazipur     | Shaheed Barkat Stadium              | 5.000     |
| Fakirerpool Young Men’s Club | Gazipur     | Shaheed Barkat Stadium              | 5.000     |
| Fortis FC                    | Dhaka       | Bashundhara Kings Arena             | 14.000    |
| Mohammedan SC                | Kumilla     | Shaheed Dhirendranath Datta Stadium | 18.000    |
| Rahmatganj MFS               | Munsiganj   | Munshiganj Stadium                  | 10.000    |

## Ausländische Spieler
| Mannschaft                   | Spieler 1            | Spieler 2            | Spieler 3            | Spieler 4              | Spieler 5             | Spieler 6       | Unregistrierte Spieler | Ehemalige Spieler                                        |
| ---------------------------- | -------------------- | -------------------- | -------------------- | ---------------------- | --------------------- | --------------- | ---------------------- | -------------------------------------------------------- |
| Abahani Ltd. Dhaka           | Raphael Augusto      | Emeka Ogbugh         |                      |                        |                       |                 |                        |                                                          |
| Bangladesh Police FC         | Danilo Quipapá       | Alexander Moreno     | Luis Ibarra          | Jahongir Qurbonboyev   |                       |                 |                        | Tobias Quantina                                          |
| Bashundhara Kings            | Juan Lescano         | Daciel               | Fernandes            | Miguel Ferreira        | Evans Etti            | Asror Gofurov   |                        | Jared Khasa Isaiah Ejeh                                  |
| Brothers Union               | Assan Njie           | Edrissa Jallow       | Zakaria Darboe       | Mouhamed Becaye Diarra | Mfon Udoh             | Akobir Turaev   |                        | Mady Ceesay Mustapha Drammeh Cheikh Sene Hiromitsu Shimo |
| Chittagong Abahani Limited   | Youssouf Bamba       | Diamond Kwasi Adiefe | Kofi Junior Dabanka  | Louis Lasana Beavogui  | Wilson Medina         |                 |                        |                                                          |
| Dhaka Wanderers Club         | Gustavo Ribeiro      | Suleiman Sillah      | Khusan Ganizhonov    | Shavkatjon Sattorov    | Princwall Mutah       |                 |                        |                                                          |
| Fakirerpool Young Men’s Club | Ben Ibrahim Ouattara | Mohamed Fofana       | Segun Oduduwa        | Evgeniy Kochnev        | Sardor Jakhonov       | Solibek Karimov |                        | Akobir Turaev                                            |
| Fortis FC                    | Essa Jaiteh          | Omar Sarr            | Pa Omar Babou        | Ifeagwu Ojukwu         | Valeriy Gryshyn       | Jasur Jumaev    |                        |                                                          |
| Mohammedan SC                | Mounzir Coulidiati   | Souleymane Diabate   | Emmanuel Tony Agbaji | Emmanuel Sunday        | Muzaffar Muzaffarov   | Edward Morillo  | Ernest Boateng         |                                                          |
| Rahmatganj MFS               | Mostafa Kahraba      | Felix Tetteh         | Mamoud Oshie         | Samuel Boateng         | Iskandar Siddikzhonov | King Solomon    |                        |                                                          |

## Tabellen

### Abschlusstabelle
Stand:Saisonende 2024/25
| Pl. | Verein                           | Sp. | S  | U | N  | Tore    | Diff. | Punkte |
| --- | -------------------------------- | --- | -- | - | -- | ------- | ----- | ------ |
| 1.  | Mohammedan SC                    | 18  | 13 | 3 | 2  | 046:160 | +30   | 42     |
| 2.  | Abahani Ltd. Dhaka               | 18  | 10 | 5 | 3  | 031:800 | +23   | 35     |
| 3.  | Bashundhara Kings (P) (M)        | 18  | 9  | 5 | 4  | 045:150 | +30   | 32     |
| 4.  | Rahmatganj MFS                   | 18  | 9  | 3 | 6  | 039:250 | +14   | 30     |
| 5.  | Brothers Union                   | 18  | 7  | 6 | 5  | 028:180 | +10   | 27     |
| 6.  | Fortis FC                        | 18  | 6  | 9 | 3  | 024:150 | +9    | 27     |
| 7.  | Bangladesh Police FC             | 18  | 8  | 3 | 7  | 024:250 | −1    | 27     |
| 8.  | Fakirerpool Young Men’s Club (N) | 18  | 6  | 1 | 11 | 023:540 | −31   | 19     |
| 9.  | Dhaka Wanderers Club (N)         | 18  | 3  | 1 | 14 | 014:550 | −41   | 10     |
| 10. | Chittagong Abahani Limited       | 18  | 1  | 0 | 17 | 007:500 | −43   | 03     |

| Zum Saisonende 2024/25:                                                                          |
|  Meister und Teilnahme an der AFC Challenge League Abstieg in die Bangladesh Championship League |

| Zum Saisonende 2023/24: |                                                                   |
| (M)                     | Amtierender Meister: Bashundhara Kings                            |
| (P)                     | Amtierender Pokalsieger: Bashundhara Kings                        |
| (N)                     | Aufsteiger: Fakirerpool Young Men’s Club und Dhaka Wanderers Club |

### Heimtabelle
Stand:Saisonende 2024/25
| Pl. | Verein                       | Sp. | S | U | N | Tore    | Diff. | Punkte |
| --- | ---------------------------- | --- | - | - | - | ------- | ----- | ------ |
| 1.  | Abahani Ltd. Dhaka           | 9   | 6 | 2 | 1 | 020:400 | +16   | 20     |
| 2.  | Mohammedan SC                | 9   | 6 | 1 | 2 | 019:100 | +9    | 19     |
| 3.  | Bashundhara Kings            | 9   | 5 | 2 | 2 | 025:100 | +15   | 17     |
| 4.  | Bangladesh Police FC         | 9   | 5 | 2 | 2 | 012:120 | ±0    | 17     |
| 5.  | Rahmatganj MFS               | 9   | 5 | 1 | 3 | 020:100 | +10   | 16     |
| 6.  | Brothers Union               | 9   | 4 | 3 | 2 | 012:400 | +8    | 15     |
| 7.  | Fortis FC                    | 9   | 2 | 7 | 0 | 010:700 | +3    | 13     |
| 8.  | Fakirerpool Young Men’s Club | 9   | 2 | 0 | 7 | 012:340 | −22   | 06     |
| 9.  | Dhaka Wanderers Club         | 9   | 2 | 0 | 7 | 006:280 | −22   | 06     |
| 10. | Chittagong Abahani Limited   | 9   | 1 | 0 | 8 | 003:230 | −20   | 03     |

### Auswärtstabelle
Stand:Saisonende 2024/25
| Pl. | Verein                       | Sp. | S | U | N | Tore    | Diff. | Punkte |
| --- | ---------------------------- | --- | - | - | - | ------- | ----- | ------ |
| 1.  | Mohammedan SC                | 9   | 7 | 2 | 0 | 027:600 | +21   | 23     |
| 2.  | Bashundhara Kings            | 9   | 4 | 3 | 2 | 020:500 | +15   | 15     |
| 3.  | Abahani Ltd. Dhaka           | 9   | 4 | 3 | 2 | 011:400 | +7    | 15     |
| 4.  | Fortis FC                    | 9   | 4 | 2 | 3 | 014:800 | +6    | 14     |
| 5.  | Rahmatganj MFS               | 9   | 4 | 2 | 3 | 019:150 | +4    | 14     |
| 6.  | Fakirerpool Young Men’s Club | 9   | 4 | 1 | 4 | 011:200 | −9    | 13     |
| 7.  | Brothers Union               | 9   | 3 | 3 | 3 | 016:140 | +2    | 12     |
| 8.  | Bangladesh Police FC         | 9   | 3 | 1 | 5 | 012:130 | −1    | 10     |
| 9.  | Dhaka Wanderers Club         | 9   | 1 | 1 | 7 | 008:270 | −19   | 04     |
| 10. | Chittagong Abahani Limited   | 9   | 0 | 0 | 9 | 004:270 | −23   | 0      |